# Childrey Brook
Der Childrey Brook ist ein Wasserlauf in Oxfordshire, England. Er entsteht in Childrey  und fließt zunächst nördlicher Richtung. Westlich von West Hanney wendet er sich in östlicher Richtung, in der er bis zu seiner Mündung in den River Ock fließt.